# Pastora Soler
Pastora Soler (født 27. september 1978) er en spansk sanger, der repræsenterede Spanien i Eurovision Song Contest 2012, hvor hun fik en 10. plads med sangen "Quédate Conmigo".